# إليس إل. بيري
إليس إل. بيري (بالإنجليزية: Ellis L. Perry) هو ضابط أمريكي، ولد في 29 سبتمبر 1919 في لورنسبورغ في الولايات المتحدة، وتوفي في 2 مارس 2002.